# Ivan Hlinkas minnesturnering 2007
Ivan Hlinkas minnesturnering 2007 var en ishockeyturnering öppen för manliga ishockeyspelare under 18 år. Turneringen spelades  14 till 18 augusti 2007 i Hodonín, Tjeckien samt i Piešťany, Slovakien. Turneringen slutade med att Sverige vann sin första guldmedalj genom att vinna över Finland i finalen. Ryssland slog Kanada i kampen om bronsmedaljer.

## Gruppindelning
De åtta deltagande nationerna är indelade i två grupper:
- Grupp A i Hodonín, Tjeckien:  Sverige,  Kanada,  Schweiz, och  Tjeckien
- Grupp B i Piešťany, Slovakien:  Finland,  Ryssland,  USA och  Slovakien

### Gruppspel A
Grupp A
| Datum           | Match              | Res.  | Perioder                       | Spelort |
| --------------- | ------------------ | ----- | ------------------------------ | ------- |
| 14 augusti 2007 | Kanada - Sverige   | 2 - 3 | 1-0, 0-1, 1-1, 0-0, 0-1 e.str. | Hodonín |
| 14 augusti 2007 | Tjeckien - Schweiz | 2 - 1 | 0-1, 1-0, 1-0                  | Hodonín |
| 15 augusti 2007 | Schweiz - Kanada   | 2 - 3 | 1-0, 1-1, 0-2                  | Hodonín |
| 15 augusti 2007 | Tjeckien - Sverige | 3 - 7 | 0-4, 3-1, 0-2                  | Hodonín |
| 16 augusti 2007 | Schweiz - Sverige  | 2 - 3 | 0-1, 2-2, 0-0                  | Hodonín |
| 16 augusti 2007 | Tjeckien - Kanada  | 1 - 4 | 1-1, 0-2, 0-1                  | Hodonín |

| Grupp A  | Matcher | Vunna | Oavgjorda | Förlorade | Mål  | Poäng |
| -------- | ------- | ----- | --------- | --------- | ---- | ----- |
| Sverige  | 3       | 2     | 1         | 0         | 13-7 | 8     |
| Kanada   | 3       | 2     | 1         | 0         | 9-6  | 7     |
| Tjeckien | 3       | 1     | 0         | 2         | 6-12 | 3     |
| Schweiz  | 3       | 0     | 0         | 3         | 5-8  | 0     |

### Gruppspel B
Grupp B
| Datum           | Match                | Res.  | Perioder              | Spelort  |
| --------------- | -------------------- | ----- | --------------------- | -------- |
| 14 augusti 2007 | USA - Ryssland       | 2-5   | 0-2, 1-1, 2-2         | Piešťany |
| 14 augusti 2007 | Slovakien - Finland  | 3 - 4 | 1-0, 0-1, 2-2, 0-1 ot | Piešťany |
| 15 augusti 2007 | Finland - USA        | 5 - 3 | 1-2, 2-1, 2-0         | Piešťany |
| 15 augusti 2007 | Slovakien - Ryssland | 2 - 4 | 1-2, 0-0, 1-2         | Piešťany |
| 16 augusti 2007 | Finland - Ryssland   | 4 - 2 | 2-1, 0-3, 0-0         | Piešťany |
| 16 augusti 2007 | Slovakien - USA      | 3 - 5 | 0-2, 1-2, 2-1         | Piešťany |

| Grupp B   | Matcher | Vunna | Oavgjorda | Förlorade | Mål   | Poäng |
| --------- | ------- | ----- | --------- | --------- | ----- | ----- |
| Finland   | 3       | 2     | 1         | 0         | 13-8  | 8     |
| Ryssland  | 3       | 2     | 0         | 1         | 11-9  | 6     |
| USA       | 3       | 1     | 0         | 2         | 11-13 | 3     |
| Slovakien | 3       | 0     | 1         | 2         | 8-13  | 1     |

## Finalomgång
| Datum              | Match               | Res.  | Periodres.                               | Spelort  |
| ------------------ | ------------------- | ----- | ---------------------------------------- | -------- |
| Match om 7:e plats |                     |       |                                          |          |
| 18 augusti 2007    | Schweiz - Slovakien | 5 - 1 | 2-0, 1-0, 2-1                            | Piešťany |
| Match om 5:e plats |                     |       |                                          |          |
| 18 augusti 2007    | USA - Tjeckien      | 6 - 5 | 4-3, 1-1, 0-1, 0-0, 1-0 e.str.           | Hodonín  |
| Bronsmatch         |                     |       |                                          |          |
| 18 augusti 2007    | Ryssland - Kanada   | 5 - 4 | 2-0, 2-1, 1-3                            | Piešťany |
| Final              |                     |       |                                          |          |
| 18 augusti 2007    | Sverige - Finland   | 3 - 2 | 1-0, 0-0, 1-2, 1-0 efter 03.39 i övertid | Hodonín  |

## Slutställning
| 2007   | 2007      |
| ------ | --------- |
| Guld   | Sverige   |
| Silver | Finland   |
| Brons  | Ryssland  |
| 4.     | Kanada    |
| 5.     | USA       |
| 6.     | Tjeckien  |
| 7.     | Schweiz   |
| 8.     | Slovakien |

## Laguppställningar

### Sverige
Målvakter: Jacob Markström, Joacim Eriksson
Försvarare: Mattias Ekholm, David Rundblad, Victor Hedman, Erik Karlsson, Anton Mylläri, Anton Grundel, Dennis Bozic, Tim Erixon
Anfallare: Lucas Sandström, Marcus Johansson, Filip Norman, Henrik Björklund, Alexander Wiklund, Martin Lundberg, Anton Lander, Joakim Mattsson, Jakob Silfverberg, André Pettersson, Magnus Svensson Pääjärvi, Mattias Tedenby